# Parathelges cardonae
Parathelges cardonae is een pissebed uit de familie Bopyridae. De wetenschappelijke naam van de soort is voor het eerst geldig gepubliceerd in 1968 door R. & M. Codreanu in Codreanu.